# Lago Sproat
O Lago Sproat é um lago de água doce localizado na ilha de Vancouver, na Colúmbia Britânica, Canadá.
Este lago está localizado a cerca de 13 km a oeste de Port Alberni, próximo à zona florestal da denominada floresta de abetos e do Parque Provincial do Lago Sproat. 
Uma vez que este lago tem muitas praias, transformou-se numa área bastante procurada pelo turismo, não só o relacionado com a prática da natação, mas também com outras actividades aquáticas. 

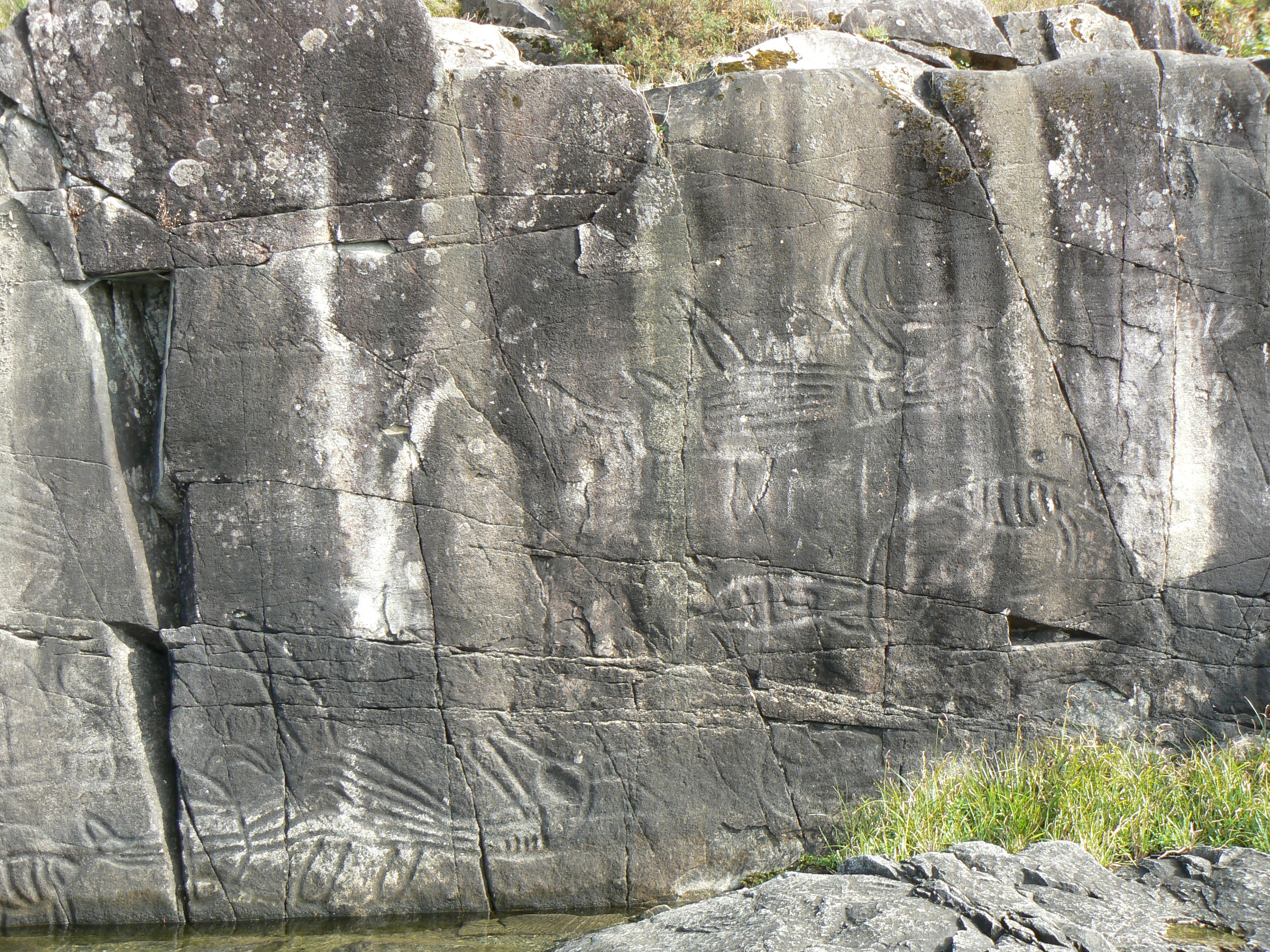
Alguns dos petroglifos que se encontram no lago Sproat

Dada a afluência ao local, nas proximidades do lago, existe um número apreciável casas de férias e de actividades comerciais de apoio ao turismo. Os turistas apreciam o lago em particular devido à sua água morna, que convida a actividades de lazer variadas.
Entre as principais actividades de lazer destaca-se a pesca, a natação, o esqui aquático e o windsurf. No Verão, a área também é um importante ponto de procura por parte de quem pratica campismo.
Anualmente, cerca de 1 milhão de turistas visitam o lago, sendo as vias de acesso mais frequentadas a Estrada Tofino 4, ou o a Estrada Central do Lago Sproat.
Neste lago encontram-se dois notáveis hidroaviões Martin JRM Mars de combate a incêndios, aeronaves operadas pela Tankers Company Inc. que estão estacionados nas suas águas. Estes aviões foram especialmente convertidos para extinção de incêndios florestais e são, dentro do seu género os maiores do mundo.
Este lago foi mapeado pelo primeira vez por Gilbert Malcolm Sproat (1834-1913), co-fundador da primeira serraria em Port Alberni.

## Dados arqueológicos
Embora o Lago Sproat seja mais conhecido por ser um local de férias, é também procurado pelos arqueólogos por o local ter sido frequentado por volta de 11.000 aC por humanos.
O local foi frequentado por humanos que utilizavam o arco e a flecha em algum momento do período, entre o ano 750 e o ano 100 aC. AEC (Blitz, 1988; Pettigrew, 1990; Ross 1990).
A antiga frequência humana do local, é na opinião de muitos especialistas o motivo da lenda dos petroglifos K'ak'awin, que representam uma criatura mítica com origem no mar e que se diz existir aqui desde tempos remotos.
Muitos acreditam que esta lenda foi criada pelo Povo Nootka da Colúmbia Britânica, mas não há nenhuma evidência concreta apontando para esse facto, e pouco se sabe sobre as pessoas que criaram os petróglifos.